# Миколаївська церква (Рябина)
Миколаївська церква (Рябина) — дерев’яна православна церква в селі Рябина Охтирського району, Сумська область. Належить до пам'яток архітектури місцевого значення. Побудована в 1874 році, неодноразово перебудовувалася та відновлювалася після руйнувань.

## Історія
Перша церква в селі існувала ще з 1660 року. У 1775 році генерал Романіус побудував новий храм, який у 1874 році був перебудований коштом місцевого поміщика Нахімова. У 1895 році проведено чергову реконструкцію — вже зусиллями місцевої громади.
Церква зазнала пошкоджень під час Другої світової війни. Відновлена в 1950–1960 роках жителями села. Останній капітальний ремонт здійснено у 2007–2010 роках за підтримки благодійників.[джерело?]

## Архітектура
Церква хрестоподібна у плані, з дерев’яною конструкцією. Основний об’єм увінчано банею, що піднімається на 13 метрів. Дзвіниця висотою близько 20 метрів має чотири вікна, спрямованих на сторони світу.
Інтер’єр церкви — поєднання традицій і сучасних оздоблювальних матеріалів: плитка, оздоблені стіни, штучні панелі. Іконостас має центральні царські врата, прикрашені іконами, рушниками, орнаментом. Серед ікон — зразки XVIII століття.[джерело?]

## Сучасний стан
Церква є чинною, належить до Української православної церкви (Московського патріархату). Використовується для щонедільних богослужінь, обрядів хрещення та святкових служб.[джерело?]